# Skeleton, Dust, Soil
|  | Denne artikel er oprettet af botten Steenthbot ud fra en ekstern database. Den kan derfor have sproglige fejl eller mangler. Denne skabelon kan fjernes efter kontrol af indholdet. |

Skeleton, Dust, Soil er en dansk dokumentarfilm fra 2022 instrueret af Sebastian Schiørring.

## Handling
Kan en død mands krop skabe liv i Atacama-ørkenen i Chile, der er kendt som det tørreste sted på jordkloden?
Netop denne tanke er omdrejningspunktet, når kunstner Pierre Huyghe reflekterer over sin egen komplicerede praksis midt i et værks tilblivelse i en evigt omskiftelig verden.

## Medvirkende
- Pierre Huyghe, Kunstner